# Repubblica di Caporetto

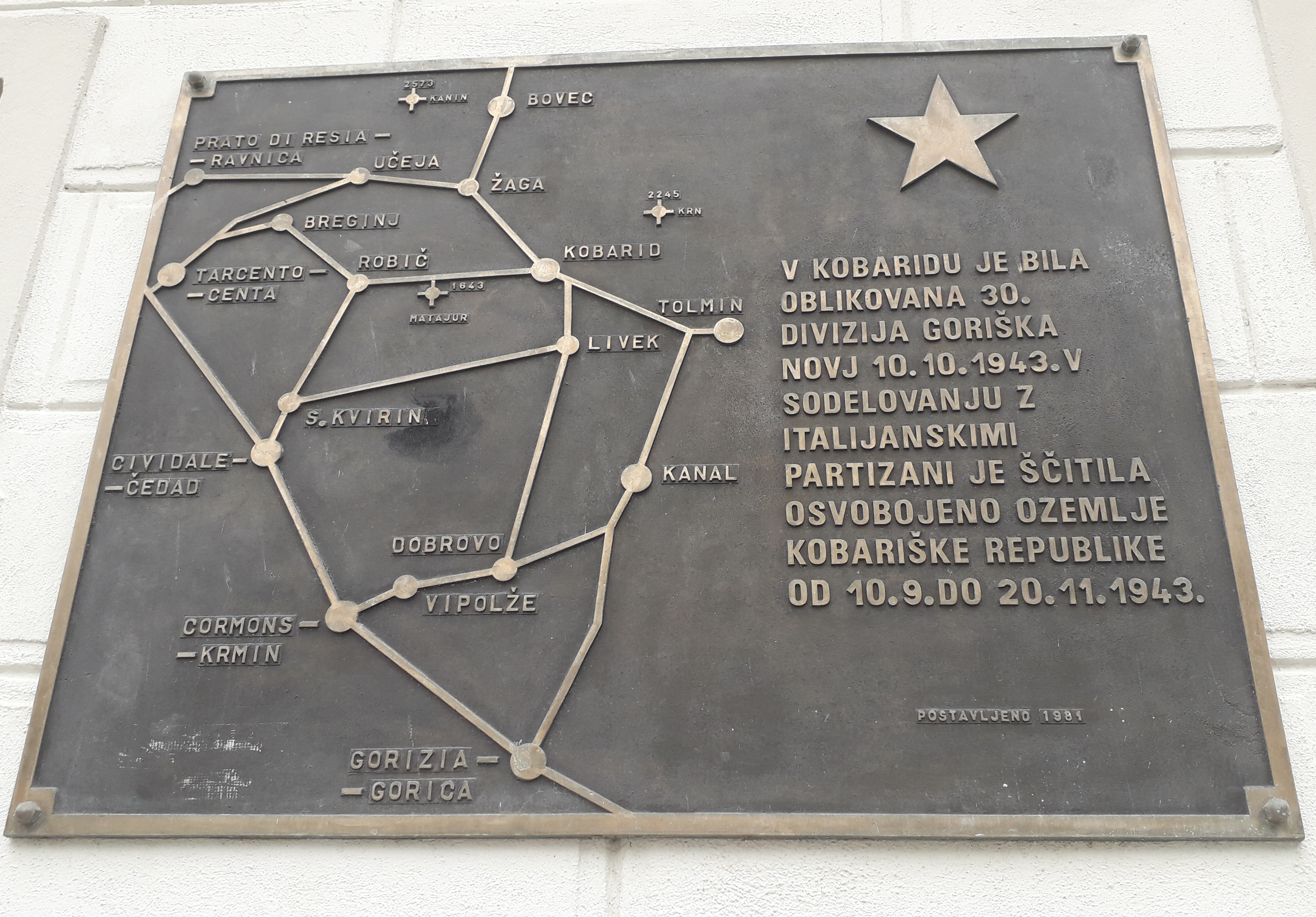
Targa apposta nel 1981 in Piazza della Libertà a Caporetto, a celebrazione dell'istituzione dell'omonima Repubblica partigiana ad opera dell'Esercito di liberazione della Jugoslavia e di formazioni partigiane italiane

La Repubblica di Caporetto (in sloveno: Kobariška republika) fu una repubblica partigiana istituita il 10 settembre 1943 e indipendente per circa due mesi, fino all'offensiva tedesca del novembre dello stesso anno. Si tratta della prima repubblica partigiana istituita in quello che era allora territorio del Regno d'Italia.

## Storia
All'indomani dell'Armistizio di Cassibile (8 settembre 1943), che segnò la capitolazione dell'Italia, nelle zone occupate dal Regno d'Italia dopo l'invasione del 6 aprile 1941 si unirono per fronteggiare l'imminente invasione tedesca formazioni partigiane slovene e italiane, reparti dell'Esercito italiano e popolazione civile. Nell'area circostante a Caporetto il territorio liberato venne organizzato come uno Stato, con confini presidiati dai partigiani, con autorità politiche votate dai cittadini, con un sistema giudiziario e l'istituzione di tre ospedali e, per la prima volta dopo l'annessione da parte dell'Italia, di scuole slovene.
La Repubblica di Caporetto aveva una popolazione di circa 55 000 abitanti e una superficie di 1 400 km², comprendente territori dell'attuale Slovenia e delle ex provincie di Udine e Gorizia,  il Collio, l'alta valle dell'Isonzo, la Benecia (Slavia Friulana, valli del Natisone e del Torre) e la Val Resia.